# Pseudoxenyllodes macrocanthus
Genre
Espèce
Synonymes
- Xenyllodes macrocanthus Kuznetsova & Potapov, 1988

Pseudoxenyllodes macrocanthus, unique représentant du genre Pseudoxenyllodes, est une espèce de collemboles de la famille des Odontellidae.

## Distribution
Cette espèce est endémique d'Ukraine.

## Publication originale
- Kuznetsova & Potapov, 1988 : New data on the taxonomy of springtails of the family Neanuridae and Odontellidae (Collembola). Zoologicheskii Zhurnal, vol. 67, no 12, p. 1833-1844.